# 2004年夏季残疾人奥林匹克运动会巴勒斯坦代表团
2004年夏季残疾人奥林匹克运动会巴勒斯坦代表团是巴勒斯坦派出的2004年夏季残疾人奥林匹克运动会代表团。获得1枚银牌和1枚铜牌。